# Hochschulviertel
Das Hochschulviertel (auch: Universitätsviertel) bezeichnet einen Statistischen Bezirk in Darmstadt-Mitte.

## Infrastruktur und Sehenswürdigkeiten
- Altes Hauptgebäude der Technischen Hochschule Darmstadt
- Ehemalige Infanteriekaserne
- Ehemaliges Kraftwerk der Technischen Hochschule Darmstadt
- Erweiterungsgebäude der Technischen Hochschule Darmstadt
- Maschinenbauhalle
- Riwwelmatthes
- Stoeferlehalle
- Studierendenwerk Darmstadt
- Technische Universität Darmstadt
- Universitäts- und Landesbibliothek Darmstadt
- Versuchshallen Elektrotechnik